# Air Paradise
Air Paradise war eine indonesische Fluggesellschaft mit Sitz in Denpasar auf der Insel Bali.

## Geschichte
Air Paradise wurde 2002 gegründet. Der Flugbetrieb wurde 2003 aufgenommen und am 23. November 2005 eingestellt. Begründet wurde die Einstellung mit einem Rückgang des Verkehrsaufkommen nach dem Attentat auf Bali vom 1. Oktober 2005.

## Ziele
Die Destinationen beinhalteten im Februar 2005 unter anderem Australien (Melbourne, Sydney, Perth, Adelaide, Brisbane), Südkorea (Seoul), Thailand (Bangkok) und Japan (Kansai Osaka).

## Flotte
Die Flotte umfasste im März 2005:
- 2 Airbus A300-600R (MSN 633 & 677)
- 2 Airbus A310-300 (MSN 500 & 534)
- 1 Boeing 737-8K2 (C/N 29345)